# Baojun E200

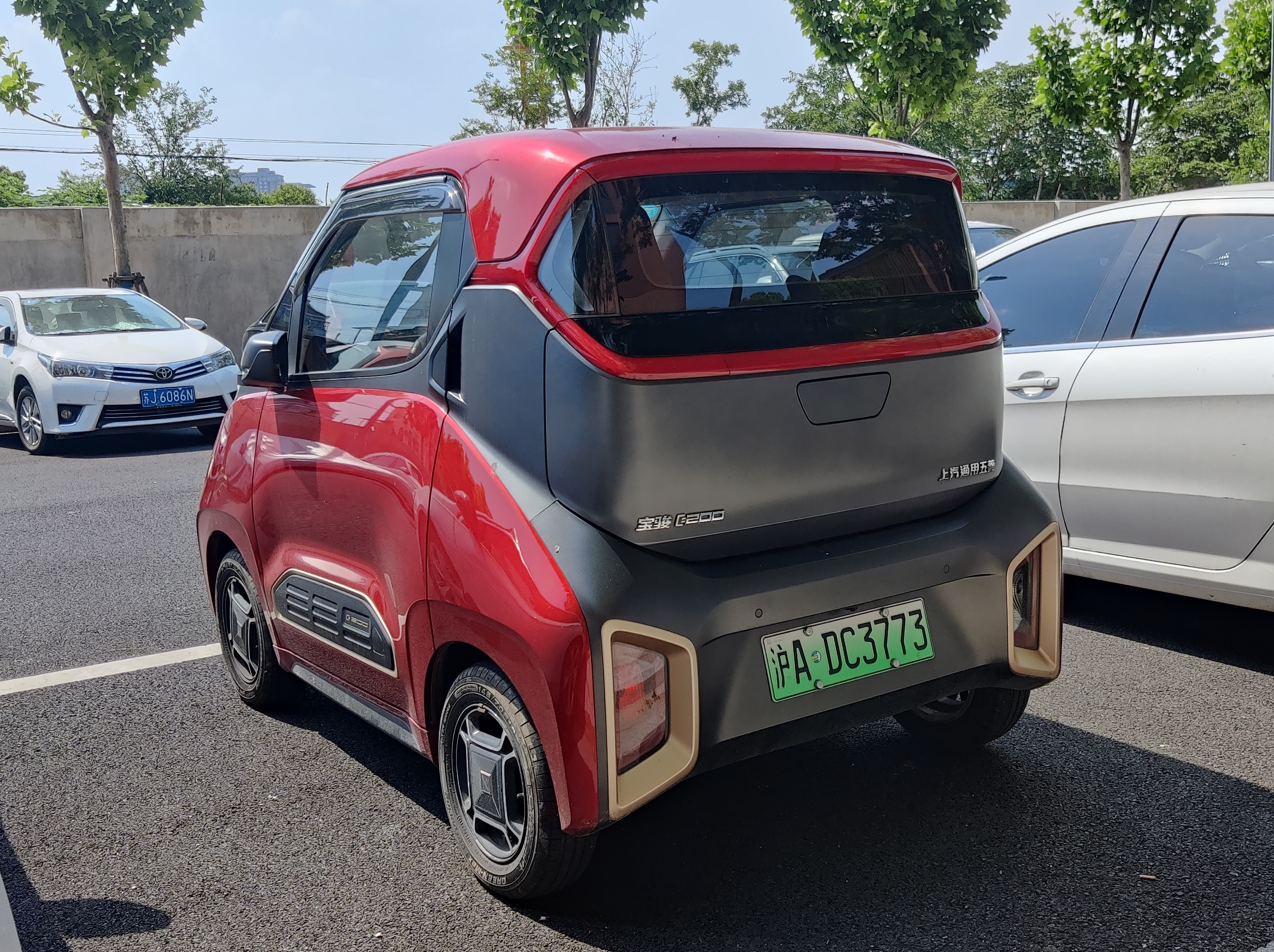
Heckansicht

Der Baojun E200 ist ein batterieelektrisch angetriebener Kleinstwagen der zum chinesischen Automobilhersteller SAIC GM Wuling gehörenden Marke Baojun.

## Geschichte
Das knapp 2,50 Meter lange Fahrzeug kam im September 2018 in den Handel. Im Gegensatz zum E100, der ab Juli 2017 nur in Liuzhou und ab Februar 2018 nur in weiteren ausgewählten Städten Guangxis vertrieben wurde, war der E200 zum Marktstart überall in China erhältlich.
Der 2021 vorgestellte Wuling Nano basiert auf dem E200.

## Technische Daten
Angetrieben wird der E200 von einem 29 kW (39 PS) starken Elektromotor, der den Wagen auf bis zu 100 km/h beschleunigt. Die Reichweite gibt der Hersteller mit 210 km nach dem NEFZ-Fahrzyklus an.